# Andrew Irvine
Andrew Comyn Irvine, detto Sandy (Birkenhead, 8 aprile 1902 – Everest, 8 giugno 1924), è stato un alpinista britannico.
Prese parte alla terza spedizione inglese per la scalata del monte Everest nel 1924, rimanendovi poi vittima.

## Biografia
L'impresa che tentò di compiere insieme al suo compagno di cordata George Mallory è uno dei misteri dell'alpinismo: l'inglese è infatti deceduto con Mallory nel tentativo di raggiungere per primi gli 8848 m della montagna più alta del mondo; tuttavia non si sono mai avute conferme se i due abbiano raggiunto 29 anni prima di sir Edmund Hillary e lo sherpa Tenzing Norgay la vetta dell'Everest. Si ritiene che Irvine avesse con sé una macchina fotografica Kodak Vest Pocket; se, trovandola, si scoprissero degli scatti della vetta, si dovrebbe riscrivere la storia della vetta più alta del mondo.
A differenza di quello del compagno di scalata, il corpo del giovane Irvine non è stato rinvenuto: 
- nel 1960 il vice capo della spedizione cinese che per prima scalò l'Everest dalla parete nord, Xu Jing, dopo aver rinunciato alla scalata e preso una scorciatoia, a 8300 metri di quota dichiarò di aver avvistato un corpo in un crepaccio. All'epoca dell'avvistamento le uniche persone morte a quella quota sulla Parete Nord dell'Everest erano Mallory e Irvine. Quando Jing raccontò questo episodio, nel 2001, i resti di Mallory erano già stati trovati;

- nel 1979, lo scalatore cinese Wang Hongbao avvistò un corpo che si ritenne probabile essere quello di Irvine. Tuttavia Hongbao non poté indicare la posizione del corpo per un'eventuale operazione di recupero, perché il giorno successivo fu travolto e ucciso da una valanga;[1]

- a partire dal 2010 lo storico Tom Holzel ha annunciato di aver localizzato il luogo in cui si troverebbe il corpo di Irvine, ma una spedizione di ricerca del maggio 2019 da parte del team del National Geographic non ha dato risultati positivi;[2][3]

- nel settembre 2024, a cent'anni esatti dalla morte, una spedizione del National Geographic, composta dal fotografo e regista Jimmy Chin e dai registi e scalatori Erich Roepke e Mark Fisher, sotto la parete nord dell'Everest (sull'ampia distesa centrale del ghiacciaio di Rongbuk) ha scoperto uno scarpone con all'interno un piede ed un calzino ricamato con la scritta "A.C. Irvine".[4][5]